# Skydning under sommer-OL 1896
Skydning under sommer-OL 1896. Der var 61 mandlige udøvere fra syv lande, Grækenland (50 deltagere), Danmark (3), USA (3), Storbritannien (2), Italien (1), Schweiz (1) og Frankrig (1) som konkurrerede i fem skydeøvelser. 

## Medaljer
| Skydning OL 1896 Athen | Skydning OL 1896 Athen | Skydning OL 1896 Athen | Skydning OL 1896 Athen | Skydning OL 1896 Athen | Skydning OL 1896 Athen |
| ---------------------- | ---------------------- | ---------------------- | ---------------------- | ---------------------- | ---------------------- |
| Nr.                    | Land                   | Guld                   | Sølv                   | Bronze                 | Totalt                 |
| 1.                     | Grækenland             | 3                      | 3                      | 3                      | 9                      |
| 2.                     | USA                    | 2                      | 1                      | 0                      | 3                      |
| 3.                     | Danmark                | 0                      | 1                      | 2                      | 3                      |
| Totalt                 | Totalt                 | 5                      | 5                      | 5                      | 15                     |

## Armégevær (200 m)
| Plads | Land       | Udøver              | Point |
| ----- | ---------- | ------------------- | ----- |
| 1     | Grækenland | Pantelis Karasevdas | 2320  |
| 2     | Grækenland | Pavlos Pavlidis     | 1978  |
| 3     | Grækenland | Nikolaos Trikoupis  | 1718  |

## Armégevær (300 m)
| Plads | Land       | Udøver             | Point |
| ----- | ---------- | ------------------ | ----- |
| 1     | Grækenland | Georgios Orfanidis | 1583  |
| 2     | Grækenland | Ioannis Frangoudis | 1312  |
| 3     | Danmark    | Viggo Jensen       | 1305  |

## Pistol (25 m)
| Plads | Land       | Udøver             | Point |
| ----- | ---------- | ------------------ | ----- |
| 1     | Grækenland | Ioannis Frangoudis | 344   |
| 2     | Grækenland | Georgios Orfanidis | 249   |
| 3     | Danmark    | Holger Nielsen     | k.A.  |

## Militærrevolver (25 m)
| Plads | Land       | Udøver           | Point |
| ----- | ---------- | ---------------- | ----- |
| 1     | USA        | John Paine       | 442   |
| 2     | USA        | Sumner Paine     | 380   |
| 3     | Grækenland | Nikolaos Morakis | 205   |

## Revolver (30 m)
| Plads | Land       | Udøver             | Point |
| ----- | ---------- | ------------------ | ----- |
| 1     | USA        | Sumner Paine       | 442   |
| 2     | Danmark    | Holger Nielsen     | 285   |
| 3     | Grækenland | Ioannis Frangoudis |       |